# Kiraoali
Kiraoali es un pueblo y nagar Panchayat situado en el distrito de Agra en el estado de Uttar Pradesh (India). Su población es de 23788 habitantes (2011). Se encuentra a 23 km de Agra.

## Demografía
Según el censo de 2011 la población de Kiraoali era de 23788 habitantes, de los cuales 12634 eran hombres y 11154 eran mujeres. Kiraoali tiene una tasa media de alfabetización del 65,42%, inferior a la media estatal del 67,68%: la alfabetización masculina es del 75,32%, y la alfabetización femenina del 54,24%.